# 제타프로테오박테리아
제타프로테오박테리아(Zetaproteobacteria)는 프로테오박테리아문에 속하는 세균 강의 하나이다. 단일종 마리프로푼두스 페룩시단스(Mariprofundus ferrooxydans)만이 알려져 있다.

## 하위 분류
- 마리프로푼두스목 (Mariprofundales)
  - 마이프로푼두스과 (Mariprofundaceae)
    - 마리프로푼두스속 (Mariprofundus)
      - 마리프로푼두스 페룩시단스 (Mariprofundus ferrooxydans)

## 같이 보기
- 세균 문